# Grand Prix Abu Zabi 2022
Grand Prix Abu Zabi 2022, oficjalnie Formula 1 Etihad Airways Abu Dhabi Grand Prix 2022 – dwudziesta druga i ostatnia runda Mistrzostw Świata Formuły 1 w sezonie 2022. Grand Prix odbyło się w dniach 18–20 listopada 2022 na torze Yas Marina Circuit na wyspie Yas, Abu Zabi. Wyścig wygrał po starcie z pole position Max Verstappen (Red Bull), a na podium stanęli również Charles Leclerc (Ferrari) oraz Sergio Pérez (Red Bull).

## Lista startowa
Na niebieskim tle kierowcy biorący udział jedynie w treningach.
| Nr          | Kierowca          | Zespół                                         | Samochód                          | Silnik                      | Opony |
| ----------- | ----------------- | ---------------------------------------------- | --------------------------------- | --------------------------- | ----- |
| 1           | Max Verstappen    | Oracle Red Bull Racing                         | Red Bull RB18                     | Red Bull RBPTH001 1,6 V6T   | P     |
| 3           | Daniel Ricciardo  | McLaren F1 Team                                | McLaren MCL36                     | Mercedes-AMG F1 M13 1,6 V6T | P     |
| 4           | Lando Norris      | McLaren F1 Team                                | McLaren MCL36                     | Mercedes-AMG F1 M13 1,6 V6T | P     |
| 5           | Sebastian Vettel  | Aston Martin Aramco Cognizant Formula One Team | Aston Martin AMR22                | Mercedes-AMG F1 M13 1,6 V6T | P     |
| 6           | Nicholas Latifi   | Williams Racing                                | Williams FW44                     | Mercedes-AMG F1 M13 1,6 V6T | P     |
| 10          | Pierre Gasly      | Scuderia AlphaTauri                            | AlphaTauri AT03                   | Red Bull RBPTH001 1,6 V6T   | P     |
| 11          | Sergio Pérez      | Oracle Red Bull Racing                         | Red Bull RB18                     | Red Bull RBPTH001 1,6 V6T   | P     |
| 14          | Fernando Alonso   | BWT Alpine F1 Team                             | Alpine A522                       | Renault E-Tech RE22 1,6 V6T | P     |
| 16          | Charles Leclerc   | Scuderia Ferrari                               | Ferrari F1-75                     | Ferrari 066/7 1,6 V6T       | P     |
| 18          | Lance Stroll      | Aston Martin Aramco Cognizant Formula One Team | Aston Martin AMR22                | Mercedes-AMG F1 M13 1,6 V6T | P     |
| 20          | Kevin Magnussen   | Haas F1 Team                                   | Haas VF-22                        | Ferrari 066/7 1,6 V6T       | P     |
| 22          | Yūki Tsunoda      | Scuderia AlphaTauri                            | AlphaTauri AT03                   | Red Bull RBPTH001 1,6 V6T   | P     |
| 23          | Alexander Albon   | Williams Racing                                | Williams FW44                     | Mercedes-AMG F1 M13 1,6 V6T | P     |
| 24          | Zhou Guanyu       | Alfa Romeo F1 Team ORLEN                       | Alfa Romeo C42                    | Ferrari 066/7 1,6 V6T       | P     |
| 28          | Pato O’Ward       | McLaren F1 Team                                | McLaren MCL36                     | Mercedes-AMG F1 M13 1,6 V6T | P     |
| 31          | Esteban Ocon      | BWT Alpine F1 Team                             | Alpine A522                       | Renault E-Tech RE22 1,6 V6T | P     |
| 34          | Felipe Drugovich  | Aston Martin Aramco Cognizant Formula One Team | Aston Martin AMR22                | Mercedes-AMG F1 M13 1,6 V6T | P     |
| 36          | Liam Lawson       | Oracle Red Bull Racing                         | Red Bull RB18                     | Red Bull RBPTH001 1,6 V6T   | P     |
| 39          | Robert Szwarcman  | Scuderia Ferrari                               | Ferrari F1-75                     | Ferrari 066/7 1,6 V6T       | P     |
| 44          | Lewis Hamilton    | Mercedes-AMG Petronas Formula One Team         | Mercedes-AMG F1 W13 E Performance | Mercedes-AMG F1 M13 1,6 V6T | P     |
| 45          | Logan Sargeant    | Williams Racing                                | Williams FW44                     | Mercedes-AMG F1 M13 1,6 V6T | P     |
| 47          | Mick Schumacher   | Haas F1 Team                                   | Haas VF-22                        | Ferrari 066/7 1,6 V6T       | P     |
| 51          | Pietro Fittipaldi | Haas F1 Team                                   | Haas VF-22                        | Ferrari 066/7 1,6 V6T       | P     |
| 55          | Carlos Sainz Jr.  | Scuderia Ferrari                               | Ferrari F1-75                     | Ferrari 066/7 1,6 V6T       | P     |
| 63          | George Russell    | Mercedes-AMG Petronas Formula One Team         | Mercedes-AMG F1 W13 E Performance | Mercedes-AMG F1 M13 1,6 V6T | P     |
| 77          | Valtteri Bottas   | Alfa Romeo F1 Team ORLEN                       | Alfa Romeo C42                    | Ferrari 066/7 1,6 V6T       | P     |
| 82          | Jack Doohan       | BWT Alpine F1 Team                             | Alpine A522                       | Renault E-Tech RE22 1,6 V6T | P     |
| 88          | Robert Kubica     | Alfa Romeo F1 Team ORLEN                       | Alfa Romeo C42                    | Ferrari 066/7 1,6 V6T       | P     |
| Źródło: FIA |                   |                                                |                                   |                             |       |

## Wyniki

### Zwycięzcy sesji treningowych
| Sesja       | Nr | Kierowca       | Konstruktor | Czas     | Okr. |
| ----------- | -- | -------------- | ----------- | -------- | ---- |
| 1           | 44 | Lewis Hamilton | Mercedes    | 1:26,633 | 21   |
| 2           | 1  | Max Verstappen | Red Bull    | 1:25,146 | 25   |
| 3           | 11 | Sergio Pérez   | Red Bull    | 1:24,982 | 15   |
| Źródło: FIA |    |                |             |          |      |

### Kwalifikacje
| P                    | Nr | Kierowca         | Konstruktor                  | Czasy w kwalifikacjach | Czasy w kwalifikacjach | Czasy w kwalifikacjach | Poz. s. |
| P                    | Nr | Kierowca         | Konstruktor                  | Q1                     | Q2                     | Q3                     | Poz. s. |
| -------------------- | -- | ---------------- | ---------------------------- | ---------------------- | ---------------------- | ---------------------- | ------- |
| 1                    | 1  | Max Verstappen   | Red Bull Racing-RBPT         | 1:24,754               | 1:24,622               | 1:23,824               | 1       |
| 2                    | 11 | Sergio Pérez     | Red Bull Racing-RBPT         | 1:24,820               | 1:24,419               | 1:24,052               | 2       |
| 3                    | 16 | Charles Leclerc  | Ferrari                      | 1:25,211               | 1:24,517               | 1:24,092               | 3       |
| 4                    | 55 | Carlos Sainz Jr. | Ferrari                      | 1:25,090               | 1:24,521               | 1:24,242               | 4       |
| 5                    | 44 | Lewis Hamilton   | Mercedes                     | 1:25,594               | 1:24,774               | 1:24,508               | 5       |
| 6                    | 63 | George Russell   | Mercedes                     | 1:25,545               | 1:24,940               | 1:24,511               | 6       |
| 7                    | 4  | Lando Norris     | McLaren-Mercedes             | 1:25,387               | 1:24,903               | 1:24,769               | 7       |
| 8                    | 31 | Esteban Ocon     | Alpine-Renault               | 1:25,735               | 1:25,007               | 1:24,830               | 8       |
| 9                    | 5  | Sebastian Vettel | Aston Martin Aramco-Mercedes | 1:25,523               | 1:24,974               | 1:24,961               | 9       |
| 10                   | 3  | Daniel Ricciardo | McLaren-Mercedes             | 1:25,766               | 1:25,068               | 1:25,045               | 13      |
| 11                   | 14 | Fernando Alonso  | Alpine-Renault               | 1:25,782               | 1:25,096               |                        | 10      |
| 12                   | 22 | Yūki Tsunoda     | AlphaTauri-RBPT              | 1:25,630               | 1:25,219               |                        | 11      |
| 13                   | 47 | Mick Schumacher  | Haas-Ferrari                 | 1:25,711               | 1:25,225               |                        | 12      |
| 14                   | 18 | Lance Stroll     | Aston Martin Aramco-Mercedes | 1:25,741               | 1:25,359               |                        | 14      |
| 15                   | 24 | Zhou Guanyu      | Alfa Romeo-Ferrari           | 1:25,594               | 1:25,408               |                        | 15      |
| 16                   | 20 | Kevin Magnussen  | Haas-Ferrari                 | 1:25,834               |                        |                        | 16      |
| 17                   | 10 | Pierre Gasly     | AlphaTauri-RBPT              | 1:25,859               |                        |                        | 17      |
| 18                   | 77 | Valtteri Bottas  | Alfa Romeo-Ferrari           | 1:25,892               |                        |                        | 18      |
| 19                   | 23 | Alexander Albon  | Williams-Mercedes            | 1:26,028               |                        |                        | 19      |
| 20                   | 6  | Nicholas Latifi  | Williams-Mercedes            | 1:26,054               |                        |                        | 20      |
| 107% czasu: 1:30,687 |    |                  |                              |                        |                        |                        |         |
| Źródło: FIA          |    |                  |                              |                        |                        |                        |         |

Uwagi
1. ↑  Daniel Ricciardo otrzymał karę cofnięcia o 3 pozycję za spowodowanie kolizji z Kevinem Magnussenem podczas Grand Prix São Paulo[6].

### Wyścig
| P           | Nr | Kierowca         | Konstruktor                  | Okr. | Czas             | Start | +/−       | Punkty |
| ----------- | -- | ---------------- | ---------------------------- | ---- | ---------------- | ----- | --------- | ------ |
| 1           | 1  | Max Verstappen   | Red Bull Racing-RBPT         | 58   | 1:27:45,914      | 1     | Bez zmian | 25     |
| 2           | 16 | Charles Leclerc  | Ferrari                      | 58   | +8,771           | 3     | 1         | 18     |
| 3           | 11 | Sergio Pérez     | Red Bull Racing-RBPT         | 58   | +10,093          | 2     | 1         | 15     |
| 4           | 55 | Carlos Sainz Jr. | Ferrari                      | 58   | +24,892          | 4     | Bez zmian | 12     |
| 5           | 63 | George Russell   | Mercedes                     | 58   | +35,888          | 6     | 1         | 10     |
| 6           | 4  | Lando Norris     | McLaren-Mercedes             | 58   | +56,234          | 7     | 1         | 8+1    |
| 7           | 31 | Esteban Ocon     | Alpine-Renault               | 58   | +57,240          | 8     | 1         | 6      |
| 8           | 18 | Lance Stroll     | Aston Martin Aramco-Mercedes | 58   | +1:16,931        | 14    | 6         | 4      |
| 9           | 3  | Daniel Ricciardo | McLaren-Mercedes             | 58   | +1:23,268        | 13    | 4         | 2      |
| 10          | 5  | Sebastian Vettel | Aston Martin Aramco-Mercedes | 58   | +1:23,898        | 9     | 1         | 1      |
| 11          | 22 | Yūki Tsunoda     | AlphaTauri-RBPT              | 58   | +1:29,371        | 11    | Bez zmian |        |
| 12          | 24 | Zhou Guanyu      | Alfa Romeo-Ferrari           | 57   | +1 okrążenie     | 15    | 3         |        |
| 13          | 23 | Alexander Albon  | Williams-Mercedes            | 57   | +1 okrążenie     | 19    | 6         |        |
| 14          | 10 | Pierre Gasly     | AlphaTauri-RBPT              | 57   | +1 okrążenie     | 17    | 3         |        |
| 15          | 77 | Valtteri Bottas  | Alfa Romeo-Ferrari           | 57   | +1 okrążenie     | 18    | 3         |        |
| 16          | 47 | Mick Schumacher  | Haas-Ferrari                 | 57   | +1 okrążenie     | 12    | 4         |        |
| 17          | 20 | Kevin Magnussen  | Haas-Ferrari                 | 57   | +1 okrążenie     | 16    | 1         |        |
| 18          | 44 | Lewis Hamilton   | Mercedes                     | 55   | NU (silnik)      | 5     | 13        |        |
| 19          | 6  | Nicholas Latifi  | Williams-Mercedes            | 55   | NU (elektronika) | 20    | 1         |        |
| NS          | 14 | Fernando Alonso  | Alpine-Renault               | 27   | NU (wyciek wody) | 10    |           |        |
| Źródło: FIA |    |                  |                              |      |                  |       |           |        |

Uwagi
1. ↑  Dodatkowy 1 punkt jest przyznawany kierowcy, który ustanowił najszybsze okrążenie w wyścigu, pod warunkiem, że ukończył wyścig w pierwszej 10.
2. ↑  Mick Schumacher otrzymał karę 5 sekund doliczonych do uzyskanego czasu za spowodowanie kolizji z Nicholasem Latifim, ale nie wpłynęło to na jego pozycję końcową[9].
3. 1 2  Lewis Hamilton i Nicholas Latifi zostali sklasyfikowani, ponieważ przejechali więcej niż 90% dystansu wyścigu.

### Najszybsze okrążenie
| Nr          | Kierowca     | Konstruktor | Czas     | Okr. |
| ----------- | ------------ | ----------- | -------- | ---- |
| 4           | Lando Norris | McLaren     | 1:28,391 | 44   |
| Źródło: FIA |              |             |          |      |

### Prowadzenie w wyścigu
| Nr                              | Kierowca        | Konstruktor | Okrążenia   | Suma |
| ------------------------------- | --------------- | ----------- | ----------- | ---- |
| 1                               | Max Verstappen  | Red Bull    | 1–20, 22–58 | 57   |
| 16                              | Charles Leclerc | Ferrari     | 21          | 1    |
| \| Wykres \| \| ------ \| \| \| |                 |             |             |      |
| Źródło: FIA                     |                 |             |             |      |
| Wykres                          |                 |             |             |      |
|                                 |                 |             |             |      |

## Klasyfikacja po wyścigu

### Kierowcy
Źródło: FIA
| P  | +/− | Kierowca         | Starty | Punkty | P1 | P2 | P3 | PP | NO | NS |
| -- | --- | ---------------- | ------ | ------ | -- | -- | -- | -- | -- | -- |
| 1  | 0   | Max Verstappen   | 22     | 454    | 15 | 1  | 1  | 7  | 5  | 1  |
| 2  | 0   | Charles Leclerc  | 22     | 308    | 3  | 5  | 3  | 9  | 3  | 3  |
| 3  | 0   | Sergio Pérez     | 22     | 305    | 2  | 7  | 2  | 1  | 3  | 2  |
| 4  | 0   | George Russell   | 22     | 275    | 1  | 1  | 6  | 1  | 4  | 1  |
| 5  | +1  | Carlos Sainz Jr. | 22     | 246    | 1  | 3  | 5  | 3  | 3  | 6  |
| 6  | −1  | Lewis Hamilton   | 22     | 240    | –  | 5  | 4  | –  | 2  | 1  |
| 7  | 0   | Lando Norris     | 22     | 122    | –  | –  | 1  | –  | 2  | 2  |
| 8  | 0   | Esteban Ocon     | 22     | 92     | –  | –  | –  | –  | –  | 2  |
| 9  | 0   | Fernando Alonso  | 22     | 81     | –  | –  | –  | –  | –  | 5  |
| 10 | 0   | Valtteri Bottas  | 22     | 49     | –  | –  | –  | –  | –  | 5  |
| 11 | +1  | Daniel Ricciardo | 22     | 37     | –  | –  | –  | –  | –  | 3  |
| 12 | −1  | Sebastian Vettel | 20     | 37     | –  | –  | –  | –  | –  | 2  |
| 13 | 0   | Kevin Magnussen  | 22     | 25     | –  | –  | –  | 1  | –  | 4  |
| 14 | 0   | Pierre Gasly     | 22     | 23     | –  | –  | –  | –  | –  | 3  |
| 15 | 0   | Lance Stroll     | 22     | 18     | –  | –  | –  | –  | –  | 2  |
| 16 | 0   | Mick Schumacher  | 22     | 12     | –  | –  | –  | –  | –  | 3  |
| 17 | 0   | Yūki Tsunoda     | 22     | 12     | –  | –  | –  | –  | –  | 6  |
| 18 | 0   | Zhou Guanyu      | 22     | 6      | –  | –  | –  | –  | 1  | 5  |
| 19 | 0   | Alexander Albon  | 21     | 4      | –  | –  | –  | –  | –  | 3  |
| 20 | 0   | Nicholas Latifi  | 22     | 2      | –  | –  | –  | –  | –  | 5  |
| 21 | 0   | Nyck de Vries    | 1      | 2      | –  | –  | –  | –  | –  | –  |
| 22 | 0   | Nico Hülkenberg  | 2      | 0      | –  | –  | –  | –  | –  | –  |
| P  | +/− | Kierowca         | Starty | Punkty | P1 | P2 | P3 | PP | NO | NS |

### Konstruktorzy
Źródło: FIA
| P  | +/− | Konstruktor                  | Starty | Punkty | P1 | P2 | P3 | PP | NO | NS |
| -- | --- | ---------------------------- | ------ | ------ | -- | -- | -- | -- | -- | -- |
| 1  | 0   | Red Bull Racing-RBPT         | 44     | 749    | 17 | 8  | 3  | 9  | 8  | 3  |
| 2  | 0   | Ferrari                      | 44     | 554    | 4  | 8  | 7  | 12 | 5  | 9  |
| 3  | 0   | Mercedes                     | 44     | 515    | 1  | 6  | 10 | 1  | 6  | 2  |
| 4  | 0   | Alpine-Renault               | 44     | 173    | –  | –  | –  | –  | –  | 7  |
| 5  | 0   | McLaren-Mercedes             | 44     | 159    | –  | –  | 1  | –  | 2  | 5  |
| 6  | 0   | Alfa Romeo Racing-Ferrari    | 44     | 55     | –  | –  | –  | –  | 1  | 10 |
| 7  | 0   | Aston Martin Aramco-Mercedes | 44     | 55     | –  | –  | –  | –  | –  | 4  |
| 8  | 0   | Haas-Ferrari                 | 44     | 37     | –  | –  | –  | 1  | –  | 7  |
| 9  | 0   | Scuderia AlphaTauri-RBPT     | 44     | 35     | –  | –  | –  | –  | –  | 9  |
| 10 | 0   | Williams-Mercedes            | 44     | 8      | –  | –  | –  | –  | –  | 8  |
| P  | +/− | Konstruktor                  | Starty | Punkty | P1 | P2 | P3 | PP | NO | NS |